# Hadd-Hajar-Clausura

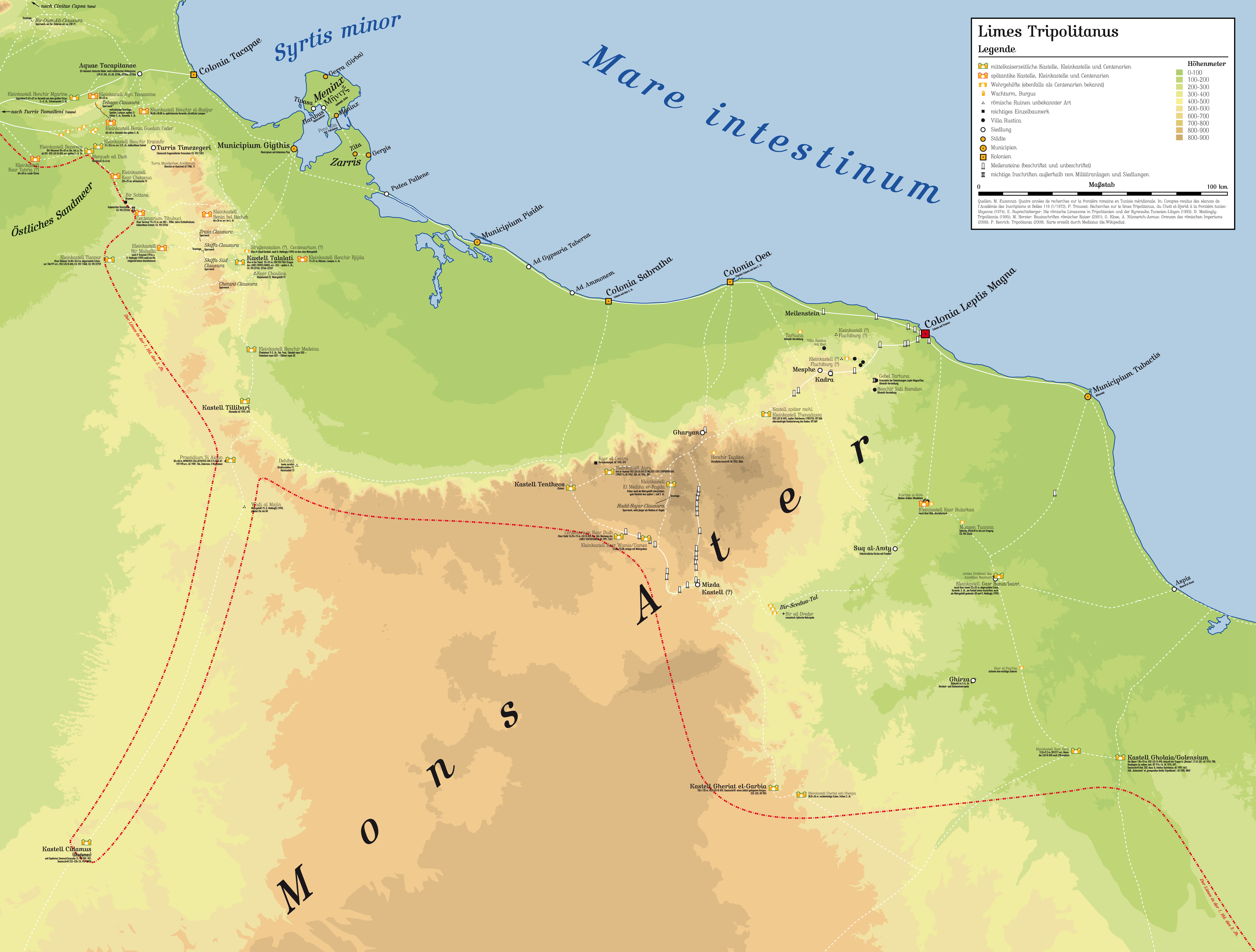
Der Limes Tripolitanus mit der Clausura im Mittelteil der Karte

Die Clausura mit Toranlage und angrenzenden Wachttürmen

Hadd-Hajar-Clausura, ist die moderne Bezeichnung eines römischen Sperrwerks, das bis in die Spätantike für Sicherungs- und Überwachungsaufgaben am rückwärtigen Limes Tripolitanus, einem tiefgestaffelten System von Kastellen und Militärposten, in der Provinz Africa proconsularis, später Tripolitania, zuständig war. Die größtenteils schnurgerade ins Gelände gesetzte Befestigungslinie mit knapp sieben Kilometern Länge gehörte zu dem großen militärischen Sperrgürtel, der das fruchtbare küstennahe Land der Provinz vor Angreifern aus der Wüstenregion verteidigen und gleichzeitig den Warenhandel für Rom kontrollieren sollte. Zudem wurden die Hirtennomaden aus den wüstennahen Gebieten daran gehindert, durch unerlaubte Grenzübertritte in die Konfrontation mit den für Rom bedeutenden landwirtschaftlichen Produktionsstätten im Norden des Landes zu geraten.
Zum Sperrwerk von Hadd Hajar gehören neben einem Torhaus, das die von Süden ins Gebirge führende Straße sicherte, auch drei nahe dem Wall errichtete Türme und Zisternen. Der im Gelände gut erkennbare Schuttwall des Sperrwerks sowie Teile der Mauer sicherten eine Pass-Straße im Dschabal Nafusa, einem Schichtstufen-Bergland im Hinterland von Tripolitanien im Munizip al-Dschabal al-Gharbi in Libyen.

## Lage
Das rund 20 Kilometer südlich der Ortschaft El Asabaa gelegene Land ist von einer steppenartigen Vegetation geprägt, die eine eingeschränkte Weidewirtschaft ermöglicht. Die vom Sperrwerk durchquerte Ebene besitzt eine sanft gewellte Oberfläche, welche ein weites, ebenes Tal bildet. Die Hügel sind mit Espartogras bewachsen. Die aus zwei separierten Abschnitten bestehende Clausura befindet sich nördlich des rückwärtigen Kleinkastells Gasr Wames, das nahe der zum Sperrwerk führenden Straße angelegt wurde. Diese nach Norden führende Straße folgt in weitem Abstand dem umfangreichen System von Trockentälern, die das mäandrierende Wadi Wames speisen, und stößt wenige Kilometer vor der Clausura auf das Wadi as Saqifah, das sich bis kurz vor das Sperrwerk hinzieht. Am südwestlichen Ende der Clausura, die bei rund 722 Höhenmetern nahe der Sohle des Tafelbergs Ras Said markiert wird, befinden sich tiefe Geländeeinschnitte, die in westlicher Richtung steil zum hin Wadi Wames abfallen. Auf diesem Berg konnte kein Wachtturm festgestellt werden, doch rund 1,70 Kilometer südöstlich von diesem Endpunkt sicherte auf dem Ras al Tays al Aswad ein Wachtturm auf rund 761 Höhenmetern unmittelbar über den Steilklippen des trapezförmig abgerundeten Bergplateaus das Vorfeld des Sperrwerks in diesem Abschnitt. Ras al Tays al Aswad bedeutet im Deutschen „Berg der schwarzen Ziege“. Das nordöstliche Ende des ersten und wesentlich längeren Teils der Clausura bildete der südwestlich orientierte Berggrat des Ras al Tays al Abyad. Der Name dieser Bergformation bedeutet im Deutschen „Berg der weißen Ziege“. Unmittelbar über dem Endstück des Sperrwerks lag ein weiterer rechteckiger Wachtturm auf dem höchsten Punkt des Grats bei rund 836 Höhenmetern.
Der zweite, wesentlich kürzere Abschnitt der Clausura schließt das kleine, nord-südlich orientierte Längstal des Ras al Saqifah, das zwischen dem Ras al Tays al Abyad und dem Ras al Saqifah liegt. Dort befindet sich unmittelbar östlich eines Trockenflusses das einzige Torhaus der Clausura. Der westlich Abschluss dieses Teilstücks beginnt am Nordende des Ras al Tays al Abyad, orientiert sich in westöstliche Richtung und mündet an den Hängen des Ras als Saqifah. Zu diesem Abschnitt gehört ein weiterer rechteckiger Wachturm, der rund 0,40 Kilometer östlich des letzten Wachtturms auf rund 804 Höhenmetern ebenfalls einen Grat des Ras al Tays al Abyad besetzt. Rund zwei Kilometer südlich des Torhauses befindet sich eine vermutlich ebenfalls römische Zisterne (Majin al Saqifah). Einschließlich der östlichen Verlängerung, das heißt von der Anhöhe des Ras Said bis zum Ras al Saqifah, ist das Sperrwerk knapp sieben Kilometer lang.

## Forschungsgeschichte
Zu Beginn des 20. Jahrhunderts erkundete der Offizier Henri Méhier de Mathuisieulx von Algerien aus im Auftrag der französischen Regierung in Form mehrjähriger Forschungsreisen die damals dem Osmanischen Reich unterstellte Region Tripolitanien. Als Teil seiner umfassenden Landesaufnahmen unternahm de Mathuisieulx auch Expeditionen zu vielen antiken Stätten des Landes. Mathuisieulx besuchte 1904 auch den Gasr Saqifah, das zur Clausura gehörende steinerne Torhaus mit seinen beiden flankierenden Türmen, doch erkannte er den daran anschließenden Wall und den vorgelagerten Graben der Anlage nicht. Auf einer Landkarte, die 1964 erstellt wurde, fand die britische Archäologin Olwen Brogan (1900–1989) im Nordwesten von Mizda eine Struktur mit dem Hinweis „ancient wall“ (antiker Wall), die ihre Aufmerksamkeit erregte. Dieser Wall wurde von den Einheimischen „Hadd Hajar“ genannt, was „Steinmauer“ bedeutet. Im Jahr 1971 suchten die Archäologen Olwen Brogan und Philip Kenrick zusammen mit dem damaligen Koordinator für das Erdölgeschäft der Royal Dutch Petroleum Company (Shell), Peter Holmes (1932–2002), der sich auch als Amateurhistoriker betätigte, nach Hadd Hajar. Eine der Aufnahmen von Holmes wurde noch im gleichen Jahr im Second Annual Report der Libyan Studies veröffentlicht. Im gleichen Jahr besuchte die Architektin Sheila Gibson (1920–2002), eine der zu ihrer Zeit bekanntesten englischsprachigen Zeichnerinnen, die sich auf Rekonstruktionen römischer Architektur spezialisiert hatte, die Clausura mit dem Torhaus Gasr Saqifah und illustrierte ihre Eindrücke. 1972 dokumentierte Holmes mit weiteren Photographien die Clausura, welche ebenfalls im gleichen Jahr in den Libyan Studies erschienen. Er entdeckte zudem 1972 den Wachtturm auf dem Ras al Tays al Aswad. Im Jahr 1978 besuchte der Archäologe Paul Arthur als Forschungsassistent von Brogan zusammen mit Tina Watson den Fundort und im Juni 1979 waren die Archäologen Barri Jones (1936–1999) und Charles Daniels (1932–1996) vor Ort. Brogan selbst führte 1980 die bisher umfangreichsten wissenschaftlichen Untersuchungen durch. 1981 fanden weitere Untersuchungen und Erkundungen durch die Wissenschaftler der UNESCO Libyan Valleys Archaeological Survey statt.

## Baugeschichte
Die in das dritte Jahrhundert n. Chr. datierenden Ostraca aus dem in Libyen gelegenen Grenzkastell Gholaia/Bu Njem bestätigen die Beteiligung einer regulären Garnison an routinemäßigen polizeilichen Aufgaben sowie der Überwachung von Zivilisten. Es ist davon auszugehen, dass die rückwärtig der Clausura, im Kleinkastell Medina Ragda stationierte Einheit auch deren Wachpersonal stellte. Vom Torhaus des Sperrwerks war der kleine Garnisonsort rund 7,40 Kilometer in nördlicher Richtung entfernt. Mit der Clausura wollten die Römer nach Ansicht von Brogan insbesondere die Bewegungen der Schaf- und Rinderherden innerhalb und außerhalb des fruchtbaren Gebiets südlich von El Asabaa kontrollieren. Die Wechselweidewirtschaft in den noch weiter südlich gelegenen Bergregionen hing demnach von der regelmäßigen saisonalen Bewegung der Tiere ab. Mit der durch die römischen Investitionen expandierenden Landwirtschaft im Norden des Landes wurde es notwendig, die Wanderbewegungen der Hirten dorthin einzuschränken, um Landbesitz und Wirtschaft zu schützen.

### Mauer, Wall- und Grabenwerk
Die Hadd-Hajar-Clausura wurde als lineares Bauwerk konzipiert. Im südwestlichen und zentralen Teil besteht sie als Erdwerk mit vorgelagertem Graben, an ihrem nordöstlichen Ende ist sie als Trockensteinmauer errichtet worden. Den rund 2,15 Meter breit erhalten gebliebenen Baukörper des Walls bilden Kalksteinblöcken und Schutt. Reste des Grabens konnten an der feindwärts gerichteten Südseite beobachtet werden. An den steilen Hängen des Ras al Tays al Abyad verjüngt sich der Wall auf einen Meter. In diesem Bereich verzichteten die Römer auf das Ausheben eines Grabens. Am westlichen Ende mündet die Trockensteinmauer abrupt über einem Abhang, der sich zwischen ihr und dem Ras al Said auftut. Dort hat sich ein vom Ras al Said abfließender Trockenfluss, der westlich dem Wadi Wames zufließt, in die Erde eingegraben.

### Wachtturm 1

Wachtturm 1 auf dem Ras al Tays al Abyad

Der massive rechteckige Wachtturm auf dem Berggrat des Ras al Tays al Abyad ist von eher grober Bauart und misst bei einer Wandstärke von einem Meter 9,20 × 7,70 Meter im Umfang. In seinem Inneren wurde an der Nordwestecke ein separierter Raum eingebaut. Der ebenerdige Eingang zum Turm fand sich an dessen Südseite, offensichtlich ein wenig östlicher aus dem Zentrum versetzt. Die Besatzung des Turms, der rund 95 Meter über dem umliegenden Geländeniveau errichtet wurde, konnte mit Blick nach Westen den längeren Abschnitt der Sperranlage vollständig beobachten. Auch der Wall und das Torhaus im Tal von Ras al Saqifah waren von der Turmstelle aus im Nordosten bestens einsehbar. In alle Himmelsrichtungen bot Wachtturm 1 eine ausgezeichnete Fernsicht.

### Wachtturm 2
Der zweite Wachtturm befindet sich auf dem Ras al Tays al Aswad. Das solide und massiv errichtete quadratische Bauwerk besitzt einen Gesamtumfang von 8,25 × 8,25 Metern. Das zweischalige Bruchsteinmauerwerk des Turms wurde sorgfältig gesetzt und mit einem Kern aus einer Bruchstein-Mörtel-Mischung verfüllt. Der auf dem exponierten Tafelberg errichtete Turm befindet sich rund 70 Meter über dem umliegenden Geländeniveau. Von dieser Turmstelle aus konnte das westliche Ende der Clausura eingesehen werden. Die Besatzung hatte zudem einen ausgezeichneten Fernblick nach Norden und Süden.

### Wachtturm 3
Der rechteckige Turm besetzte unterhalb von Wachturm 1 ebenfalls einen Grat des Ras al Tays al Abyad. An der westlichen Mauer des Turms sind noch rechteckige Aussparungen zur Aufnahme horizontaler Tragbalken für die Baugerüste erhalten. Von Wachtturm 3 aus konnte mit Blick nach Norden der gesamte zweite Abschnitt der Clausura im Tal von Ras al Saqifah mit dem Torhaus des Sperrwerks eingesehen werden. Es bestand zudem Sichtverbindung mit dem etwas höher gelegenen Wachturm 1. Nach Süden war die Fernsicht fast unbegrenzt möglich.

### Torhaus (Gasr Saqifah)

Das Torhaus der Clausura

Zusammen mit der Besatzung von Medina Ragda konnte an der Clausura eine fast lückenlose Überwachung des Grenzverkehrs gewährleistet werden. Die Anlage diente wohl in erster Linie dazu, die Wanderbewegung der Hirten und Karawanen in und aus dem fruchtbaren Gebiet zu steuern. Außerdem mussten, wie die Bauinschrift vom Centenarium Gasr Duib beweist, Übergriffe räuberischer Nomaden auf das römische Reichsgebiet abgewehrt werden. Der Ort war gut gewählt, lag er doch zwischen der beginnenden Wüstenregion und dem kultivierten Land des Dschabal. Der gesamte Torbau umfasste einen rechteckigen Grundriss von 12 × 5,50 Metern. An den beiden Schmalseiten befindet sich je ein Turm, der das Tor flankiert. Die Umfassungsmauern der Türme bestehen aus handlich zurechtgehauenem Kalkstein. Als Brogan die Anlage 1980 besuchte, waren die Reste des östlichen Turms fast vollständig von ihren eigenen zusammengefallenen Mauersteinen bedeckt, der westliche Turm hingegen befand sich in einem besseren Zustand, war jedoch ebenfalls voller Schutt und Bausteinen. Mattingly erwähnte nach seinem Besuch in der Zeit um 1990, dass die beiden Türme des Torbaus immer noch bis zu einer Höhe von drei bis vier Meter erhalten waren. Der eigentliche, einspurige Durchgang des Torhauses ist drei Meter breit. Die inneren Ecken der Türme waren gut erhalten. So ließ sich feststellen, dass der Durchgang einst überwölbt gewesen war. Der Zugang zu den Türmen befand sich auf beiden Seiten im Inneren des Durchgangs. Brogan konnte außerdem noch die Standstellen der einstigen Torpfosten erkennen.

### Zisterne (Majin al Saqifah)
Brogan erwähnt, dass an dieser möglicherweise römischen Zisterne, rund zwei Kilometer südlich des Torhauses, römerzeitliche Keramikfragmente aufgelesen wurden. Daher nahm sie an, dass es zu einer der Funktionen der Wachtürme 1 und 3 gehört haben muss, diese Zisterne zu überwachen.

## Datierung
Aus dem Bereich der Anlage stammt ein breites Spektrum an Keramik-Lesefunden, von denen sich allerdings nur ein sehr geringer Anteil zeitlich zuordnen ließ. Die bis 1994 von dem britischen Archäologen David Mattingly datierten Bruchstücke lassen sich dem späten ersten und dem zweiten Jahrhundert n. Chr. zuordnen. Brogan erwähnt bei ihrer Beschreibung des Sperrwerks, dass an dessen südlichem Ende, dort wo die Trockensteinmauer vor dem tiefen Einschnitt eines Trockenflusse mündet, „zwei oder drei Stücke römischer Keramik aufgesammelt wurden, darunter auch ein Stück tripolitanische Sigillata [Tripolitanian red slip ware].“ Die Tripolitanian red slip ware (TRS) wurde hauptsächlich zwischen dem späten dritten und frühen vierten Jahrhundert n. Chr. hergestellt und erlebte ein letztes Aufblühen während der ersten Hälfte des sechsten Jahrhunderts. Holmes hat bei seiner Begehung im Jahr 1972 am Wachturm Ras al Tays al Abyad ein kleineres, ebenfalls eindeutig römisches Keramikspektrum aufgelesen, das einen Amphorenrand und kleine spätrömische Lampen umfasste. Mit Blick auf die Keramik des rückwärtigen Kleinkastells Medina Ragda mutmaßte Brogan 1980 die Gründung des Sperrwerks bereits im ersten nachchristlichen Jahrhundert. Die aus Medina Ragda und ihrem Umfeld geborgenen Keramikfragmente stammen aus der Zeit des ersten bis vierten Jahrhunderts n. Chr. Mattinglys eigene Fundanalyse zum Kleinkastell Medina Ragda sollte deutlich machen, dass diese Fortifikation etwas früher als die Hadd-Hajar-Clausura gegründet wurde, doch sah er eine konzeptionelle Verbindung zwischen den beiden Anlagen als nicht unwahrscheinlich an. Er datierte daher die Gründung des Sperrwerks auf das zweite nachchristliche Jahrhundert, wobei er an dessen Spätzeit bis zur vorseverischen Periode (bis 193 n. Chr.) dachte.